# Leolaco (Dai-Sua)
Der osttimoresische Berg Leolaco (Foho Leolaco, Leo-Laco) liegt im Suco Dai-Sua (Verwaltungsamt Same, Gemeinde Manufahi), südlich der Gemeindehauptstadt Same und nördlich des Flusses Aiasa.

## Geschichte
Im frühen 20. Jahrhundert diente der Berg als Festung des Liurais von Manufahi. Die Wehranlagen bestanden aus Gräben, Steinmauern und Bambuszäunen.
Im Krieg von Manufahi wehrte Dom Duarte vom 6. bis zum 19. November 1900 wiederholte Angriffe der portugiesischen Kolonialtruppen erfolgreich ab. Durch Krankheiten geschwächt, einigten sich beide Seiten am 21. November auf einen Friedensschluss, demzufolge Dom Duarte zugunsten seines Sohnes Boaventura zurücktreten musste.
1911 erhob sich auch Boaventura gegen die Portugiesen. Am Ende der Rebellion von Manufahi wurden am Leolaco mehr als 12.000 aufständische Männer, Frauen und Kinder von den portugiesischen Kolonialtruppen in einem 35 km² großen Gebiet eingekreist. Beim Ausbruchsversuch zwischen dem 8. und 10. August 1912 konnte Boaventura mit Tausenden seiner Anhänger entkommen. Mehr als 3.000 zurückgebliebene Kämpfer und Zivilisten sollen aber in den zwei folgenden Tagen und Nächten von den Portugiesen abgeschlachtet worden sein. Es war eines der größten Massaker in der portugiesischen Kolonialgeschichte.